# Bakalao
El bakalao es una denominación surgida en Valencia (España) en referencia al género de música electrónica a principios de los años 1980, aunque su verdadero auge se vivió a principios de los años 1990.

## Contexto
El nombre de bakalao surgió en Valencia en el año 1983 en la tienda de discos Zic-Zac, punto de encuentro de distintos Dj de la escena valenciana para proveerse de música de importación del momento. En ella el amigo que acompañaba a un pinchadiscos exclamaba: «¡Esto es bacalao de Bilbao!» cada vez que escuchaba un buen tema y en pocas semanas se terminó denominando bakalao. [cita requerida]
Al principio se solía escribir vacalao a toda la música de vanguardia que estaba identificando a la fiesta valenciana de los 90. Más tarde algunos pinchadiscos de Valencia solían referirse a las novedades musicales con frases como «tengo un bacalao de primera calidad», o también estos mismos preguntaban en las tiendas de música por los discos nuevos con expresiones del tipo «¿qué hay de bacalao fresco?». Sin embargo el nombre bakalao refiere al movimiento fuerte del cuerpo. También por aquellos días, estaba muy en boga el RAP que aquí se decía RAPE, esto era otro tipo de música, "esto no es rape, es bakalao"

## Evolución musical
Llamado así únicamente en España y englobada en lo que es la música electrónica, apareció a principios de los 80, con estilos tales como el techno, el EBM, o el tecno-pop. Poco a poco evoluciona hacia otros ritmos como el house, el new beat, acid house, incluyendo también Gótico, Post Punk o algunos grupos de la época que hacían rock mezclado con sintetizadores.

## Grupos
Grupos como Megabeat, KRB, OH2 o Boa Club (Germán Bou) son grandes referentes en la etapa inicial de este sonido. Más adelante, en la etapa más comercial del género, Paco Pil y Chimo Bayo fueron también referentes. 
Años después de su declive a nivel comercial, vuelve a estar presente en canciones de estilo tecno-pop, como Can't Get You Out Of My Head de Kylie Minogue, Let Me Out de Dover, Played-A-Live (The Bongo Song) de Safri Duo, Geordie de Gabry Ponte, Don't Stop The Music de Rihanna, el álbum Hard Candy de Madonna, Just Dance de Lady Gaga, etc., en cuanto a influencias se refiere.[cita requerida]

## Características
La música bakalao se caracteriza por sus ritmos repetitivos, voces y sonidos editados y en ocasiones parodiaba o hacía homenaje a los temas o personajes de actualidad en aquellos años en los que empezaba a florecer el estilo. Las cajas de ritmos, los samplers y el sintetizador hacen acto de presencia como en los demás estilos electrónicos.